# Termolysin
Termolysin är ett enzymerna som används i industrin idag och fungerar bäst vid ett pH-värde omkring 7,0. Termolysin är ett metallproteinas (metalloproteas) som produceras av den grampositiva bakterien Bacillus thermoproteolyticus. Det kräver en zinkjon för enzymaktivitet och fyra kalciumjoner för strukturell stabilitet. Termolysin katalyserar specifikt hydrolysen av peptidbindningar som innehåller hydrofoba aminosyror. Därrtill används termolysin också i stor utsträckning för bildning av peptidbindningar genom den omvända reaktionen av hydrolys. Thermolysin är den mest stabila medlemmen i en familj av metalloproteinaser som produceras av olika Bacillus-arter. Dessa enzymer kallas också "neutrala" proteinaser eller termolysinliknande proteinaser (TLP).

## Syntes
Liksom alla bakteriella extracellulära proteaser syntetiseras termolysin först av bakterien som ett pre-proenzym. Termolysin syntetiseras som ett pre-proenzym som består av en signalpeptid SOM är 28 aminosyror lång, en propeptid 204 aminosyror lång och själva det mogna enzymet 316 aminosyror långt. Signalpeptiden fungerar som en signal för translokation av pre-protermolysin till det bakteriella cytoplasmatiska membranet. I periplasman bearbetas pre-protermolysin sedan till protermolysin av ett signalpeptider. Prosekvensen fungerar då som en molekylär chaperon och leder till autoklyvning av peptidbindningen som länkar pro- och mogna sekvenser. Det mogna proteinet utsöndras sedan i det extracellulära mediet.

## Struktur

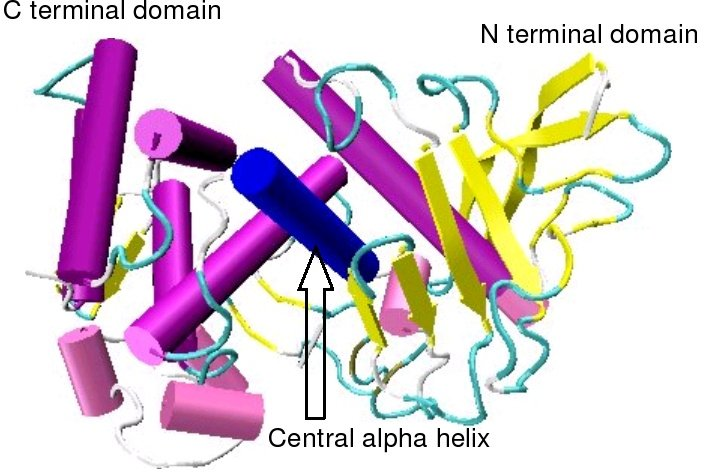
Kristallografisk struktur av Bacillus thermoproteolyticus thermolysin.

Termolysin har en molekylvikt på 34 600 Da. Dess övergripande struktur består av två ungefär sfäriska domäner med en djup klyfta som löper över mitten av molekylen och separerar de två domänerna. Den sekundära strukturen för varje domän är ganska annorlunda, där N-terminaldomänen huvudsakligen består av betaveckat ark, medan C-terminaldomänen främst är alfaspiralformad struktur. Dessa två domäner är förbundna med en central alfahelix, som spänner över aminosyror 137-151.
I motsats till många proteiner som genomgår konformationsförändringar vid upphettning och denaturering, genomgår termolysin inga större förändringar förrän vid minst 70 °C. Den termiska stabiliteten för medlemmar av TLP-familjen mäts i termer av en T50-temperatur. Vid denna temperatur minskar inkubation i 30 minuter enzymaktiviteten med hälften. Termolysin har ett T50-värde på 86,9 °C, vilket gör det till den mest termostabila medlemmen i TLP-familjen. Studier av kalciums bidrag till termolysins stabilitet har visat att vid termisk inaktivering frigörs en enda kalciumjon från molekylen. Förhindrande av detta kalcium från att ursprungligen binda till molekylen genom mutation av dess bindningsställe, reducerar termolysinstabiliteten med 7 °C. Men även om kalciumbindning ger ett betydande bidrag till att stabilisera termolysin, är mer avgörande för stabiliteten ett litet kluster av N-terminala domänaminosyror belägna på proteinytan. I synnerhet bidrar en fenylalanin (F) vid aminosyraposition 63 och en prolin (P) vid aminosyraposition 69 signifikant till termolysinstabiliteten. Ändring av dessa aminosyror till treonin (T) respektive alanin (A) i ett mindre stabilt termolysinliknande proteinas producerat av Bacillus stearothermophilus(TLP-ste), resulterar i individuella minskningar av stabiliteten på 7 °C (F63→T) och 6,3 °C (P69→A) och i kombination en minskning av stabiliteten på 12,3 °C.

## Tillämpningar
Exempel på användning av termolysin är
- att vid syntes av aspartam produceras mindre bittersmakande biprodukt när reaktionen katalyseras av termolysin.[11]

- bestämning av proteinstabilitet i cellysat med hjälp av FASTpp-analysen (Fast parallel proteolys).[12]